# Elisabet Kjellberg
Gustafva Elisabet (Betty) Kjellberg, född 3 oktober 1821 i Tösse prästgård, Dalsland, död 29 november 1914 i Djursholm, var en svensk publicist och författare.
Kjellberg var dotter till kontraktsprosten Anders Kjellberg. Hon flyttade på 1870-talet till Uppsala, där hon under många år var husföreståndarinna i det Hamiltonska hemmet i länsresidenset och blev en nära vän till grevinnan Agnes Hamilton, Erik Gustaf Geijers dotter. 
1879 började Kjellberg ge ut tidskriften "Läsning för hemmet", som publicerades till och med 1904. Tidskriftens innehåll utgjordes till stor del av levnadsteckningar, ofta författade av utgivaren själv. Därjämte förekom däri uppsatser i religiösa, etiska, sociala och litterära frågor med mera, ej sällan av betydande författare. 
Bland dessa märkes i första rummet Pontus Wikner, av vilken ett flertal religiösa betraktelser första gången trycktes i tidskriften. Även hans avhandling "Om de hedniska religionsformerna" publicerades första gången där. Kjellberg var under många år en av Wikners förtroligaste vänner. Flera av de starkt personliga brev från Wikner, som blivit utgivna och som ge ett mycket värdefullt bidrag till hans karaktäristik, var skrivna till henne. Det blev också hon, som efter Wikners död gav ut den första levnadsteckningen över honom, under pseudonymen "en tacksam vän", först införd i "Läsning för hemmet" 1888, sedermera utgiven i 3:e omarbetade och tillökade upplagan 1912. Ett större tillägg därtill av henne utkom 1913 (Mer om och av Pontus Wikner). 1896 flyttade hon till Djursholm. Brev ur deras korrespondens finns bevarade.